# برف‌های کلیمانجارو (فیلم ۱۹۵۲)
برف‌های کلیمانجارو (انگلیسی: The Snows of Kilimanjaro) فیلمی تکنی کالر آمریکایی به کارگردانی هنری کینگ است که در سال ۱۹۵۲ منتشر شد. این فیلم بر اساس داستان کوتاهی به همین نام نوشته ارنست همینگوی ساخته شده است.

## خلاصه داستان
«هری استریت» نویسنده‌ای است که در سفری به کوه‌های کلیمانجارو بر اثر عفونتی در حال مرگ زندگی خود را دورباره مرور می‌کند و..

## درباره فیلم
داریل اف. زانوک، تهیه کننده فیلم هایی همچون قرارداد شرافتمندانه (به کارگردانی الیا کازان در سال ۱۹۴۷) و همه چیز درباره ایو (جوزف ال منکیه ویچ / ۱۹۵۰)، داستان برف های کلیمانجارو را به مبلغ ۱۲۵ هزار دلار از همینگوی می خرد.
فیلمبرداری این فیلم در نایروبی ، کنیا ، قاهره ، مصر و ریویرای فرانسه انجام شد. هنگام فیلمبرداری ، در 8 آوریل 1952 ، وقتی که گری گوری پک، اوا گاردنر را برای صحنه ای در فیلم حمل می کرد ، زانویش آسیب دید و تولید فیلم برای 10 روز به تعویق افتاد.
این فیلم با کمک بازیگرهایش که ستاره های محبوبی بودند، یکی از موفق ترین فیلم های اوایل دهه 1950 بود و 12.5 میلیون دلار در گیشه به دست آورد که در آن دوره فروش بسیار بالایی بود.

## بازیگران
- گریگوری پک
- اوا گاردنر
- سوزان هیوارد
- هیلدگارد کنف
- لئو جی. کارول
- مارسل دالیو
- تورین تاچر
- هلن استنلی
- ایوان لبدف
- لئونارد کری
- لیسا فرادی

## جوایز
این فیلم کاندیدای ۲ اسکار (کاندیدای اسکار بهترین طراحی هنری-کاندیدای اسکار بهترین فیلمبرداری) در سال ۱۹۵۳ شد.

## نگارخانه

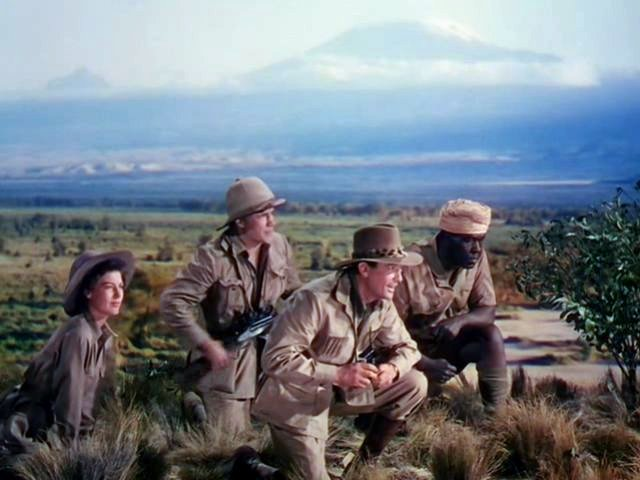
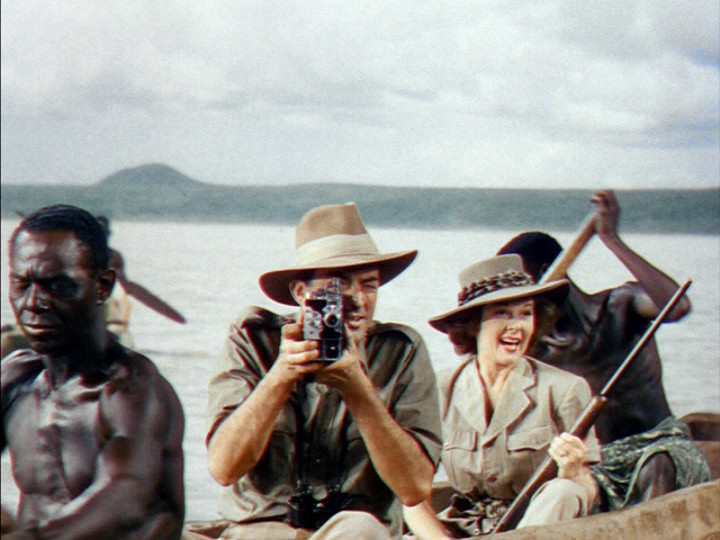
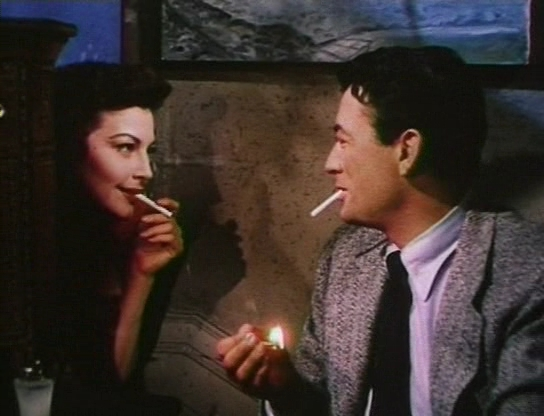